# Anderstjärnen (Degerfors socken, Västerbotten)
Anderstjärnen är en sjö i Vindelns kommun i Västerbotten och ingår i Umeälvens huvudavrinningsområde. Sjön har en area på 0,0875 kvadratkilometer och ligger 232,5 meter över havet.

## Delavrinningsområde
Anderstjärnen ingår i det delavrinningsområde (716301-167888) som SMHI kallar för Utloppet av Slipträsket. Medelhöjden är 270 meter över havet och ytan är 12,4 kvadratkilometer. Det finns ett avrinningsområde uppströms, och räknas det in blir den ackumulerade arean 40,63 kvadratkilometer. Slipbäcken som avvattnar avrinningsområdet har biflödesordning 5, vilket innebär att vattnet flödar genom totalt 5 vattendrag innan det når havet efter 154 kilometer. Avrinningsområdet består mestadels av skog (79 procent). Avrinningsområdet har 0,7 kvadratkilometer vattenytor vilket ger det en sjöprocent på 5,7 procent.